# Кипэруш
Кипэруш (с молд. — «Перец», «Перчик») — советский и молдавский сатирический журнал, выходивший в 1958—1996 годы два раза в месяц на молдавском языке.

## История
Первый номер журнала вышел в январе 1958 года. 
В 1963 году тираж составил 16 тыс. экз.
26 марта 2020 года в малом зале художественной галереи имени Константина Брынкуша бывшие сотрудники журнала В. Курту и В. Павлюк провели выставку, посвящённую братству художников-кипэрушевцев.

## Содержание
В журнале печатались карикатуры на злободневные темы, памфлеты, фельетоны и юмористические очерки. Велась борьба «с отрицательными явлениями, чуждыми советской действительности, разоблачает буржуазную идеологию, империалистическую реакцию», а также выявлялись «недостатки в работе промышленных и транспортных предприятий, строительных организаций, в сельском хозяйстве и другом».
Для издания была свойственна острая и в то же время принципиальная критика различных отрицательных сторон жизни, злободневность, конкретность и, при этом, теснейшая связь с массами. И именно эти достоинства сделали «Кипэруш» одним из самых любимых и популярных изданий в Молдавской ССР. Редакция сумела в самые первые же годы своей своей деятельности привлечь к плотному сотрудничеству в журнале лучшие молдавские литературно-художественные силы и сотворить широкий актив. Кроме того, этому успеху журнала способствовало умелое обращение коллектива к опыту лучших в СССР сатирических журналов.
В основу ряда постоянных сатирических рубрик и отделов были положены молдавские национальные традиции сатиры. Так в рубрике «Куюл луй Пепеля» («Гвоздь Пепели»), в качестве главного действующего лица выступал Пепели — герой молдавского народного творчества, являющийся смельчаком и человек с тонким чувством юмора. Другая постоянная сатирическая рубрика носила имена героев молдавского народного творчества — «Тындалэ и Пэкалэ», где Пэкалэ — герой, имеющий проницательный взгляд, являющийся провидцем и наверняка знающий, кто и на что способен. Кроме того, он обладает заразительным смехом и поэтому вынуждает человека очищаться от различных дурных пороков.
В журнале со временем стали постоянными такие рубрики, как «Те вэд, те вэд!» («Вижу, вижу!») и «Пошёл на турбинку». Сатирики журнала «На турбинку» посылали бюрократов, двурушников, расхитителей социалистической собственности, спекулянтов и формалистов. В большинстве случаев сатира была конкретна и критика велась невзирая на её объект. Кроме того, отличалась остротой критики  такая рубрика, как «Курсы по ликвидации бюрократизма», куда заносились те или иные бюрократы, а затем им предлагалось пройти экзамен по таким дисциплинам, как добропорядочность, человечность и чуткость. А те, после завершения «курсов» смог успешно сдать экзамены, получали от журнала удостоверения о том, что они стали исправившимся хорошим людям. 
Редакция находилась на связи с читателями и получает большое количество писем, многие из которых затем печатались на страницах журнала и становились основой для басен, фельетонов и эпиграмм сатириков-профессионалов.

## Редакция
Ответственными редакторами журналы были П. И. Заднипру и И. И. Жосул. 
В редакционную коллегию входили И. Богдеску, А. Бусуйок, И. Друцэ, К. Кондря и Г. Саинчук. В 1962 году в её состав вошл Г. Кошинчану, П. Крученюк, Н. Макаренко, Е. Мерега и Б. Широкорад.
Активными сотрудниками литературного отдела были такие литераторы, как: В. Бешляга, А. Бусуйок, А. Васплюк, Л. Домпин, И. Друцэ, К. Кондря, П. Кэраре, А. Мариан, М. Мельник и В. Субботин.
В качестве художников рисунков и карикатур выступали такие художники, как И. Виеру, А. Грабко, Н. Макаренко, В. Пленцковский, Ю. Румянцев, Г. Саинчук, Д. Трифан и Ф. Хэмурару.